# Bucculatrix eucalypti
Bucculatrix eucalypti är en fjärilsart som beskrevs av Edward Meyrick 1880. Bucculatrix eucalypti ingår i släktet Bucculatrix och familjen kronmalar. Inga underarter finns listade i Catalogue of Life.